# Boroughbridge
Boroughbridge är en stad och en civil parish i North Yorkshire i England. Civil parish har 3 184 invånare (2001).